# Gospodarka Samoa
Gospodarka Samoa opiera się głównie na gospodarce żywnościowej (produkcja w 80–90%). Najważniejszymi gałęziami są: rolnictwo (85% produkcji opiera się na rolnictwie), rybołówstwo, leśnictwo i turystyka. Jednym z ważniejszych źródeł dochodu narodowego są przekazy pieniężne od emigrantów oraz dotacje z (Japonii, Australii, Nowej Zelandii, Unii Europejskiej). To słabo rozwinięta gospodarka. Jednym z ważniejszych źródeł dochodu stały się przekazy pieniężne. Jak na biedne państwo Samoa posiada niski odsetek analfabetów. Dobrze rozwinięta jest opieka zdrowotna.
W usługach pracuje 63% ludności czynnej zawodowo.
Zużycie energii w 2007 roku wynosiło 109 milionów kWh.
Zadłużenie zagraniczne wynosi 197 milionów dolarów.

## Rolnictwo
Uprawia się głównie: kukurydzę, ryż, jams, bataty, taro, orzechy kokosowe (kopra), kakao, kava, kauczuk. W rolnictwie trudzi się 14% ludności czynnej zawodowo. Nadal metody zbierania plonów są prymitywne.
W kraju rozwinięte jest rybołówstwo.

## Turystyka
Turystyka to podstawowe źródło dochodu w tym państwie. Głównymi odwiedzanymi miejscami są plaże i krajobrazy oraz Letolo – jedno z najważniejszych stanowisk archeologicznych w rejonie Pacyfiku. Głównymi miejscami odwiedzanymi na Samoa są:
- Targ w Apii,
- groby królewskie w Mulunuʻu,
- wodospady Falefa i Fuipisia,
- Savaiʻi,
- Manono.

## Przemysł i bogactwa naturalne
Przemysł jest słabo rozwinięty. W sektorze gospodarki pracuje 23% ludności czynnej zawodowo. W Apia produkuje się uprzęże przewodów dzięki Japończykom.
Na Samoa nie znajdują się żadne bogactwa naturalne.

## Komunikacja
W państwie znajduje się 3000 kilometrów dróg kołowych (w tym ⅓ to drogi plantacyjne) Na początku lat 90. infrastruktura mocno ucierpiała z powodu cyklonów nawiedzających kraj. W przeszłości na ulicach obowiązywał prawostronny ruch pojazdów. 7 września 2009 r. wprowadzono ruch lewostronny. Aby ułatwić tę dość trudną zmianę, przez trzy dni obowiązywało moratorium na sprzedaż alkoholu, a kierowcy otrzymali dwa dni wolnego.

## Emisja gazów cieplarnianych
Emisja równoważnika dwutlenku węgla z Samoa wyniosła w 1990 roku 0,3 Mt, z czego 0,129 Mt stanowił dwutlenek węgla. W przeliczeniu na mieszkańca emisja wyniosła wówczas 0,794 t dwutlenku węgla, a w przeliczeniu na 1000 dolarów PKB 218 kg. Następnie emisje wahały się, osiągając maksymalne wartości w 2012. Wzrost emisji wynikał głównie z jej zwiększenia przez transport. W 2018 emisja dwutlenku węgla pochodzenia kopalnego wyniosła 0,133 Mt, a w przeliczeniu na mieszkańca 0,674 t i w przeliczeniu na 1000 dolarów PKB 112 kg. Udział emisji metanu i dwutlenku węgla przez większość okresu był podobny, choć z wyjątkiem okresów największej emisji dwutlenku węgla, były one nieco mniejsze niż metanu. Na trzecim miejscu jest podtlenek azotu.

## Produkt krajowy brutto
Produkt krajowy brutto na jednego mieszkańca:
| Rok  | Wartość (w dolarach) |
| ---- | -------------------- |
| 2001 | 5600                 |
| 2005 | 5600                 |
| 2007 | 5000                 |
| 2008 | 4800                 |
| 2009 | 4700                 |